# Orchies
Orchies är en kommun i departementet Nord i regionen Hauts-de-France i norra Frankrike. Kommunen ligger i kantonen Orchies som tillhör arrondissementet Douai. År 2022 hade Orchies 8 390 invånare.

## Befolkningsutveckling
Antalet invånare i kommunen Orchies
| Referens: INSEE |